# 聖胡安德塔魯卡尼區

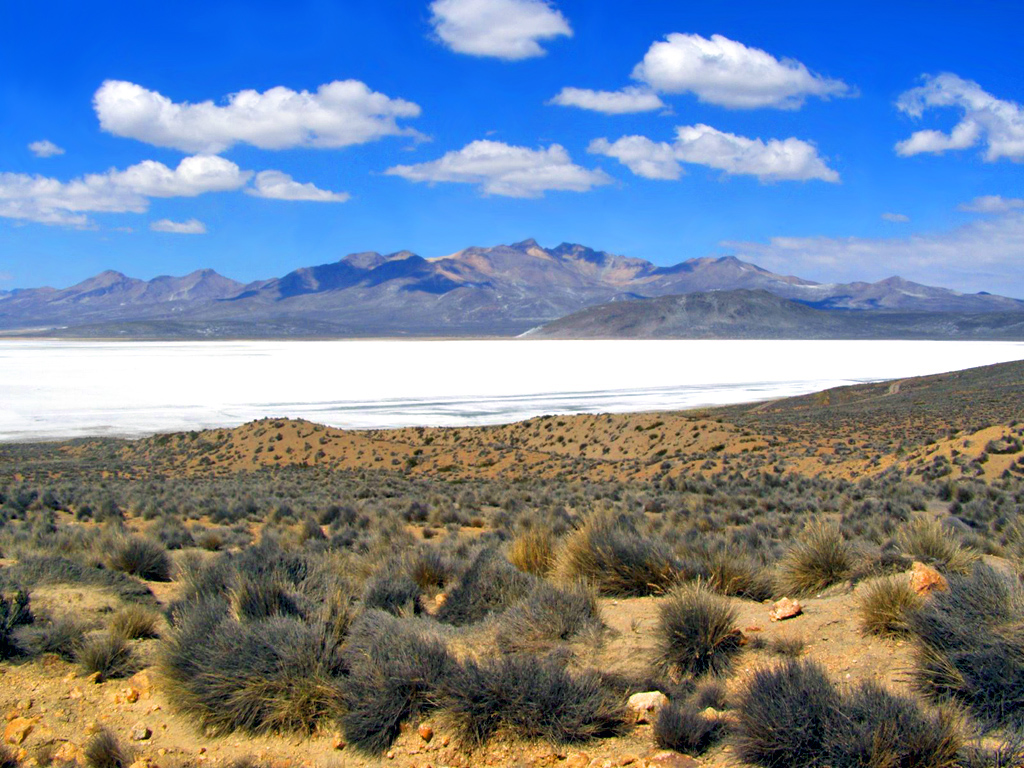

聖胡安德塔魯卡尼區（西班牙語：Distrito de San Juan de Tarucani）是秘魯的一個區，位於該國南部阿雷基帕大區的阿雷基帕省，始建於1962年6月15日，面積2,264.59平方公里，海拔高度4,210米，2005年人口2,296，人口密度每平方公里1.0人。